# Obervolkacher Landsknecht

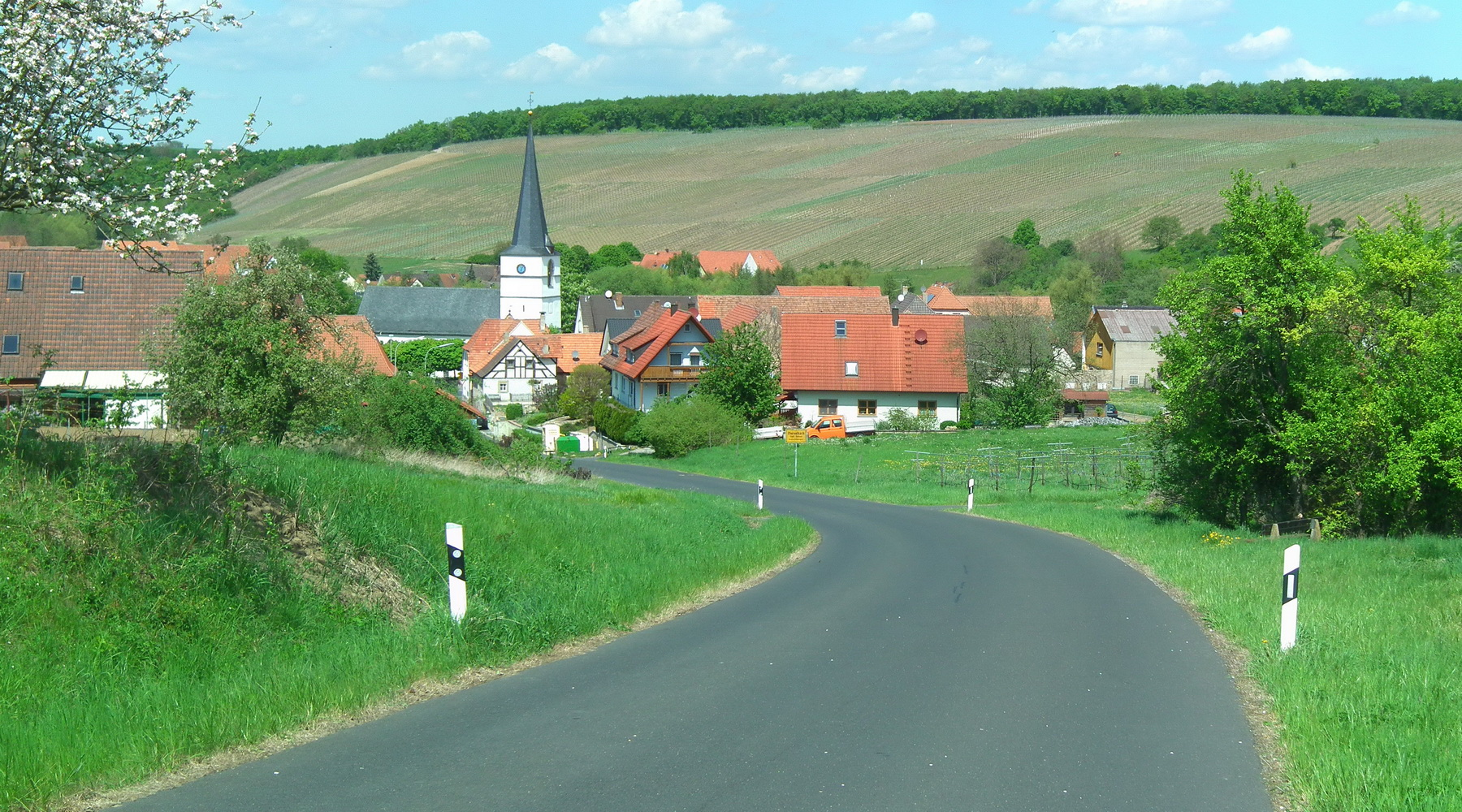
Die Weinlage Landsknecht nördlich von Obervolkach

Obervolkacher Landsknecht (auch Rimbacher Landsknecht) ist eine Weinlage im Anbaugebiete Franken. Sie liegt in den Gemarkungen der Volkacher Ortsteile Obervolkach und Rimbach im unterfränkischen Landkreis Kitzingen. In der Lage ist der älteste Weingarten Frankens zu finden.

## Geografische Lage und Geologie
Die Weinlage zieht sich in einem Streifen nördlich des Dorfes Obervolkach entlang, endet im Nordosten an der Gemarkungsgrenze Obervolkach-Rimbach und im Norden bei der Ruine der Stettenburg am gleichnamigen Berg (49° 52′ 40,7″ N, 10° 15′ 38,7″ O). Unterbrochen werden die Weinberge nur durch das Tal der Volkach. Das Rimbacher Teilstück ist wesentlich kleiner und erstreckt sich im Norden des Dorfes (49° 52′ 19,7″ N, 10° 17′ 22,2″ O). Der „Landsknecht“ liegt etwas abseits des Maines, ist aber dennoch Teil der Großlage Volkacher Kirchberg im Bereich Volkacher Mainschleife.
Die Rebstöcke wachsen auf Muschelkalkböden mit einer Lettenkeuperschicht. In Rimbach wurde durch jahrzehntelange Humusversorgung zusätzlich eine dünne Humusschicht aufgebaut. Das Obervolkacher Teilstück nimmt eine Fläche von 76 ha ein, während sich in der Rimbacher Gemarkung nur auf 3 ha Weinberge befinden. In Rimbach weist der mit Reben bestockte Hang eine Neigung von 10 Prozent auf, in Obervolkach wachsen die Weinreben auf wesentlich steileren Hängen.

## Geschichte des Weinbaus
Der Weinbau in Obervolkach hat eine lange Tradition. Bereits in der Urkunde, die das Dorf im Jahr 906 erstmals erwähnt, werden Weinberge genannt. Im Mittelalter zog sich ein langer Streifen Weinberge zwischen Fahr und Obervolkach; diese Weinberge wurden „Huswerth“ genannt. Jeder Einwohner des Dorfes besaß neben Ackerflächen auch Weinberge. Zumeist hatte man sogenannte Weingülte, mittelalterliche Abgaben, an die Dorfherren zu zahlen.
Nach der Auflösung des Hochstifts Würzburg, das jahrhundertelang den Weinabsatz aus Obervolkach sichergestellt hatte, kam es zu Beginn des 19. Jahrhunderts zu einer großen Krise des Weinbaus. Neben den politischen Veränderungen trat damals auch das Bier seinen Siegeszug in Mainfranken an, außerdem erhob man hohe Zölle auf Weinausfuhren. Noch 1830 hatte Obervolkach eine Rebfläche von 68 ha, im Jahr 1940 waren noch 11 ha übrig.
Obwohl der Weinbau in Rimbach eine eher untergeordnete Rolle spielte, ist dort der älteste Weingarten Frankens zu finden. Es handelt sich um den sogenannten Alten Satz in der Flur „Zum Brücklein“. Der Weinberg besteht seit dem Jahr 1835 und dort wird in der vierten Generation von der Familie Hufnagel Wein angebaut. Der Berg blieb, als einziger der Lage, von der Flurbereinigung unberührt und weist eine Vielzahl an Sorten auf.
Im Zuge der Flurbereinigung mussten die Weinlagen zu Einzellagen zusammengelegt werden. In Ausführung des Weingesetzes von 1971 wurden alle Lagen zur Einzellage „Landsknecht“ zusammengefasst. Ursprünglich existierten sieben Weinlagen in Obervolkach, nämlich die Weinberge „Geißberg“, „Am Gries“, „Buchhorn“, „Sonnenberg“, „An der Steig“, „Am heißen Stein“ und „Neuer Berg“. Durch die Zusammenlegung der Weinberge gewann der Weinbau in Obervolkach an Bedeutung.
Die Herkunft des Lagenamens ist unklar, der „Landsknecht“ tauchte als Lage erstmals im Urkataster des 19. Jahrhunderts auf. Wahrscheinlich benannte man die Obervolkacher Lage nach den ausländischen Soldaten, die während des Deutschen Bauernkrieges in Obervolkach weilten. Heute ist der Landsknecht, von einem Schauspieler verkörpert, zur wichtigsten Symbolfigur Obervolkachs aufgestiegen. Zusammen mit dem Volkacher Ratsherrn und dem Astheimer Karthäuser repräsentiert er den Mainschleifenwein.

## Weingüter (Auswahl)
Mehrere renommierte Weingüter besitzen heute Rebstöcke um Obervolkach und Rimbach. Neben einigen lokal anerkannten Betrieben gibt es auch etliche überregional bekannte Weinbauern und ausgezeichnete Güter:
- Weingut Andreas Braun, Volkach
- Weingut Am Kreuzberg, Nordheim am Main
- Weingut Walter und Sabine Erhard, Volkach
- Weingut Dieter Laufer, Bimbach
- Weingut Leipold, Obervolkach[7]
- Weingut Stephan Strobel, Sommerach[8]
- Weingut Otmar Zang, Sommerach[9]